# Kościół św. Jana Chrzciciela w Bukowcu (województwo warmińsko-mazurskie)
Kościół św. Jana Chrzciciela w Bukowcu – katolicki kościół filialny zlokalizowany we wsi Bukowiec (powiat bartoszycki, województwo warmińsko-mazurskie). Należy do parafii Narodzenia Najświętszej Maryi Panny w Kandytach.

## Historia i architektura
Pierwszą świątynię we wsi zbudowano w końcu XVI wieku i była ona ewangelicka. Obecny kościół wzniesiono w 1820 na bazie starego. Jest to budowla salowa, orientowana, z cegły. Ołtarz główny pochodzi z początku XVII w. i jest manierystyczny. Prawdopodobnie wykonany został przez Jana Pfeffera z Królewca.

## Galeria

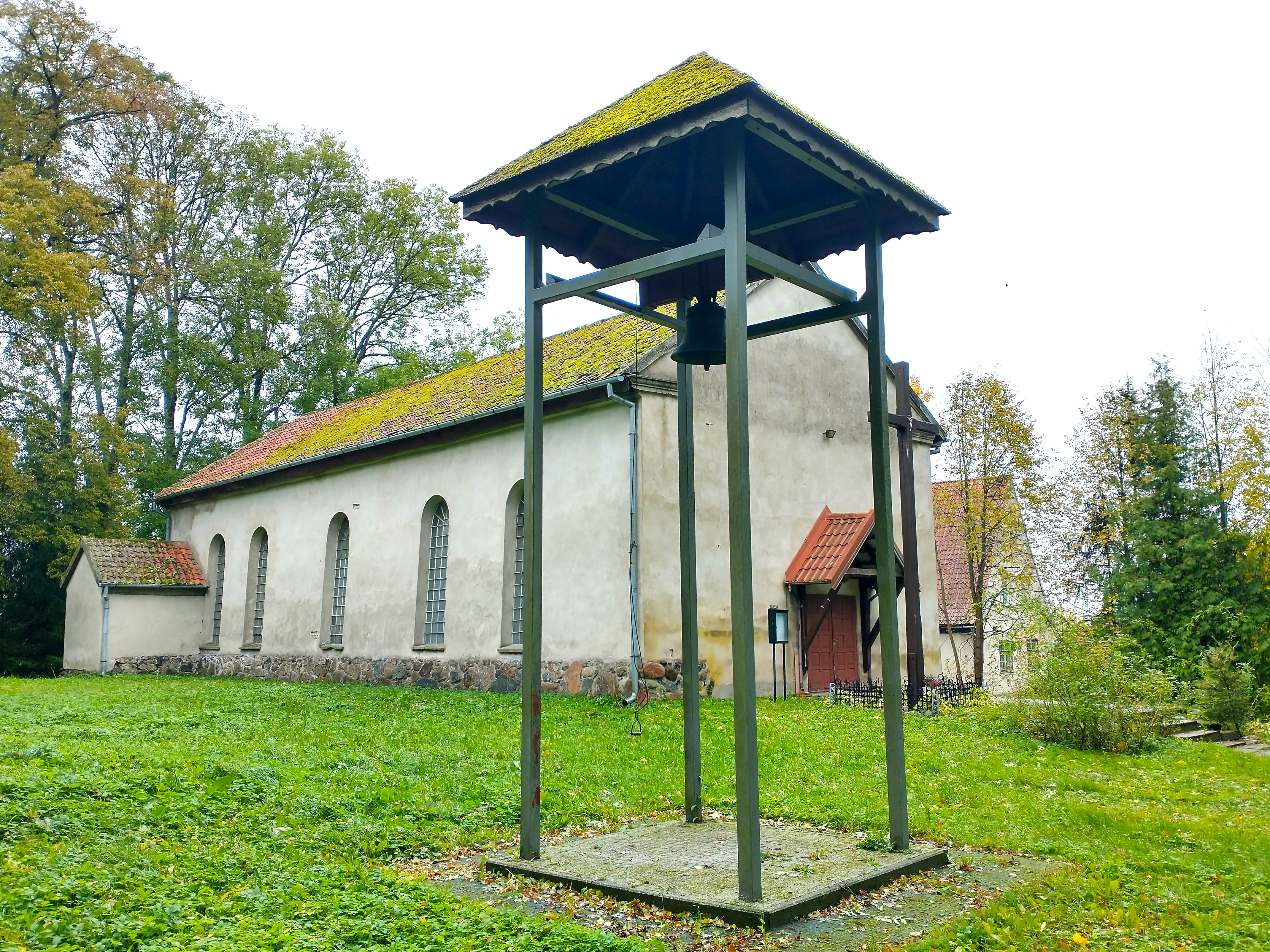
Dzwonnica
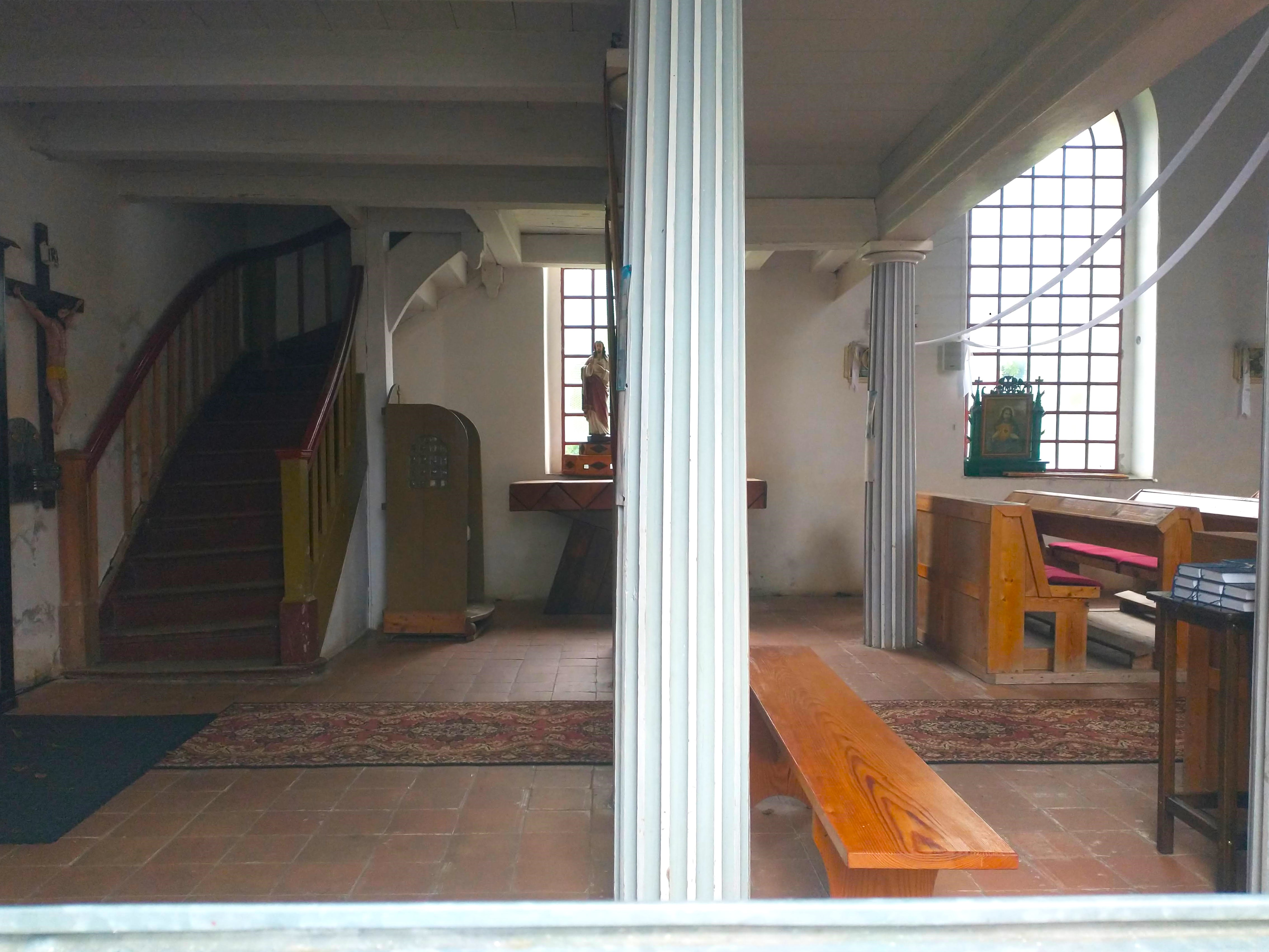
Fragment wnętrza
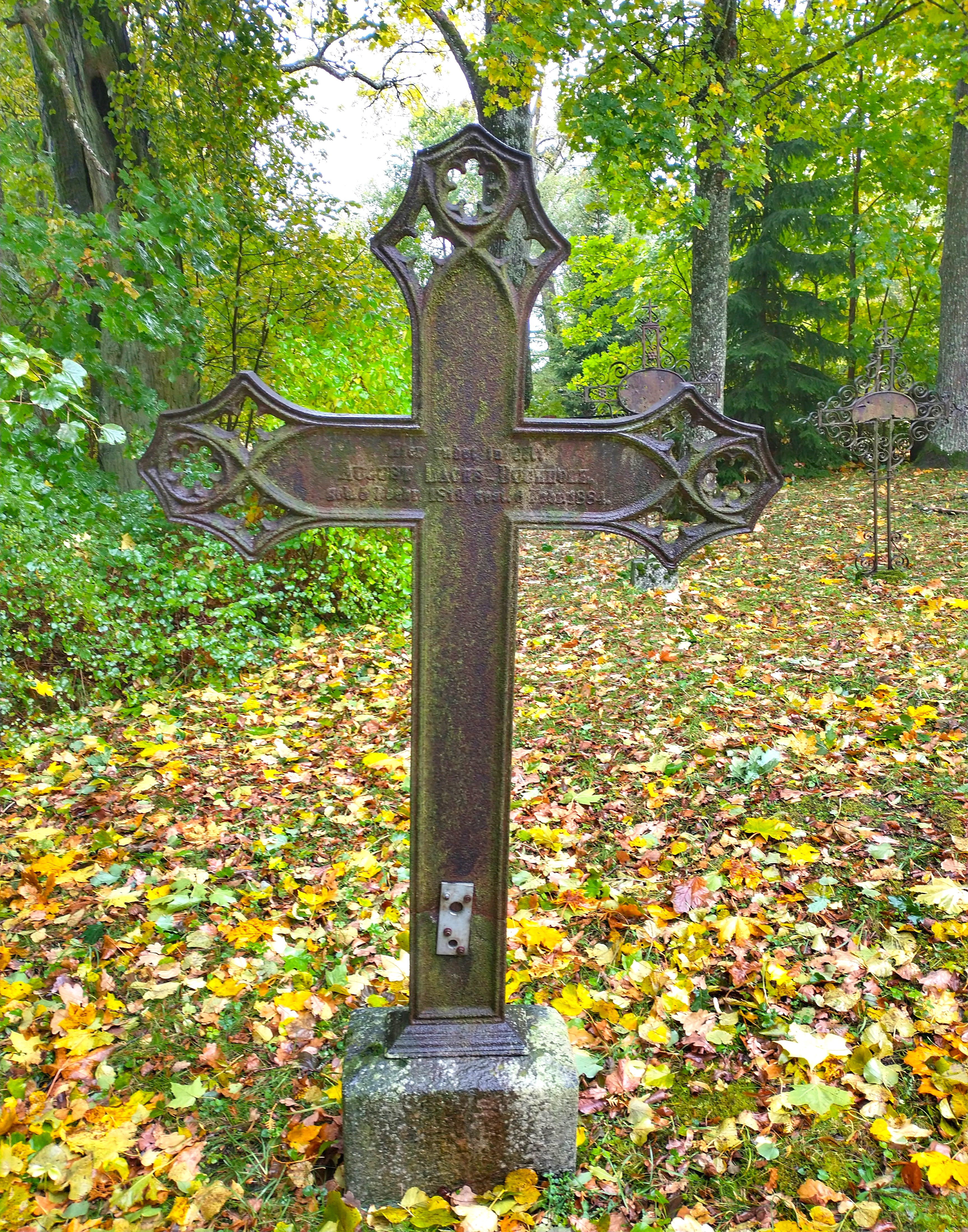
Krzyż nagrobny